# Poa caucasica
Poa caucasica är en gräsart som beskrevs av Carl Bernhard von Trinius. Poa caucasica ingår i släktet gröen, och familjen gräs. Inga underarter finns listade i Catalogue of Life.